# Португальская революция (1820)
Португальская либеральная революция 1820 года (порт. Revolução Liberal) — буржуазная революция, прошедшая в Португалии в августе — сентябре 1820 года после восстания в Лиссабоне и Порту.

## Причины
К причинам революции относится внутриполитический кризис, который был связан с ослаблением королевской власти в период наполеоновских войн. Ещё с 1807 года португальский король (изначально регент при Марии Безумной) Жуан находился в Бразилии (португальская колония), а фактическим регентом стал командующий португальскими войсками британский лорд Уильям Бересфорд. Пример либеральной революции 1820 года в соседней Испании подстегнул сходные процессы и в Португалии.

## Ход событий
Революция началась с восстания артиллерийского полка в Порту 24 августа 1820 года. Оно было организовано революционным обществом Синедрион. 15 августа 1820 года восставшие офицеры при поддержке горожан организовали в португальской столице Лиссабоне революционное правительство, 28 сентября оно объединилось с революционным правительством Порту.
В ходе революции к власти пришла временная хунта (в португальском варианте звучит как «жунта»), после чего были созваны кортесы, принявшие 23 сентября 1822 года конституцию по образу Кадисской. В числе прочих мер она предусматривала учреждение при короле Государственного совета из 13 человек, отмену феодальных привилегий, уничтожение инквизиции, изменение системы административного управления и секуляризацию церковных земель. Король Жуан VI который вернулся в июле 1821 года в Португалию, также присягнул конституции. Однако в 1823 году силы, выступавшие за восстановление абсолютизма, во главе с принцем Мигелем Брагансским подняли восстание в провинции Траз-уж-Монтиш, что привело к поражению революционеров и положило начало мигелистским войнам.